# Barleria bechuanensis
Barleria bechuanensis är en akantusväxtart som beskrevs av C. B. Cl.. Barleria bechuanensis ingår i släktet Barleria och familjen akantusväxter. Inga underarter finns listade i Catalogue of Life.